# Acid cicoric
Acidul cicoric este un compus organic de tip acid fenolic, fiind un diester al acidului cafeic și al acidului tartric.